# Хатыстах
Хатыста́х — река в Красноярском крае России, приток Пясины. Длина реки — 35 км.
Относится к Енисейскому бассейновому округу, водохозяйственный участок реки — Пясина и другие реки бассейна Карского моря от восточной границы бассейна Енисейского залива до западной границы бассейна реки Каменная. Речной бассейн — Пясина.